# Aserbaidschanische Fußballnationalmannschaft (U-17-Juniorinnen)
Die aserbaidschanische U-17-Fußballnationalmannschaft der Frauen repräsentiert Aserbaidschan im internationalen Frauenfußball. Die Nationalmannschaft untersteht der Azərbaycan Futbol Federasiyaları Assosiasiyası und wird seit Sommer 2022 von Nargiz Gurbanova trainiert.
Die Mannschaft tritt bei der U-17-Weltmeisterschaft und der Qualifikation zur U-17-Europameisterschaft für Aserbaidschan teil. Bislang ist es dem Team jedoch nie gelungen, sich für eine EM-Endrunde zu qualifizieren. In der Vergangenheit scheiterte die aserbaidschanische U-17-Auswahl zumeist bereits in der ersten Qualifikationsrunde und konnte nur 2018 einmalig in Runde zwei einziehen. Im neuen Qualifikationssystem spielt Aserbaidschan in Liga B.
Bei der Weltmeisterschaft 2012 war die Mannschaft als Gastgeber zum bislang einzigen Mal für eine WM-Endrunde qualifiziert, schied jedoch nach drei deutlichen Niederlagen in der Vorrunde punkt- und torlos mit 0:16 Toren aus. Aserbaidschan ist damit der einzige WM-Teilnehmer in dieser Altersklasse, dem kein eigener Treffer gelungen ist.

## Turnierbilanz

### Weltmeisterschaft
| Jahr   | Gastgeber           | Platzierung        |
| ------ | ------------------- | ------------------ |
| 2008   | Neuseeland          | nicht qualifiziert |
| 2010   | Trinidad und Tobago | nicht teilgenommen |
| 2012   | Aserbaidschan       | Gruppenphase       |
| 2014   | Costa Rica          | nicht qualifiziert |
| 2016   | Jordanien           | nicht qualifiziert |
| 2018   | Uruguay             | nicht qualifiziert |
| 2021 1 | Indien 1            | – 1                |
| 2022   | Indien              | nicht qualifiziert |

### Europameisterschaft
| Jahr   | Gastgeber               | Platzierung            |
| ------ | ----------------------- | ---------------------- |
| 2008   | Schweiz                 | 1. Qualifikationsrunde |
| 2009   | Schweiz                 | 1. Qualifikationsrunde |
| 2010   | Schweiz                 | nicht teilgenommen     |
| 2011   | Schweiz                 | nicht teilgenommen     |
| 2012   | Schweiz                 | 1. Qualifikationsrunde |
| 2013   | Schweiz                 | 1. Qualifikationsrunde |
| 2014   | England                 | 1. Qualifikationsrunde |
| 2015   | Island                  | 1. Qualifikationsrunde |
| 2016   | Belarus                 | 1. Qualifikationsrunde |
| 2017   | Tschechien              | 1. Qualifikationsrunde |
| 2018   | Litauen                 | 2. Qualifikationsrunde |
| 2019   | Bulgarien               | 1. Qualifikationsrunde |
| 2020 2 | Schweden 2              | – 2                    |
| 2021 2 | Färöer 2                | – 2                    |
| 2022   | Bosnien und Herzegowina | Liga B                 |
| 2023   | Estland                 | Liga B                 |